# John Griffith (Jurist)
John Griffith (* um 1548; † 1609) war ein walisischer Politiker von 1571/72 und 1604 bis 1609 im englischen Parlament.
Griffith war der Sohn von Margaret und William Griffith († 1587) aus Plas Mawr, Caernarvon. 1548 wurde er Fellow im All Souls College der University of Oxford, erwarb seinen Bachelor of Civil Law 1551 und seinen Doktor 1563. 1559 übernahm er das Amt des Regius Professor of Civil Law von seinem Vorgänger William Aubrey, welches er bis zur Übergabe an Robert Lougher 1566 hielt. 1561 bis 1564 war er Leiter der New Inn Hall von dem Teile im Balliol College erhalten blieben. 1564 wurde er in Doctors’ Commons aufgenommen.
1571 wurde er für den Wahlkreis Caernarvon zum ersten Mal ins Parlament gewählt und 1572 wiedergewählt. 1582 wurde er zum High Sheriff of Caernarvonshire, 1587 und 1593 zum High Sheriff of Anglesey ernannt. 1604 wurde er wieder für den Wahlkreis Caernarvonshire ins Parlament gewählt, wo er bis zu seinem Tod 1609 verblieb.
Er heiratete Margaret, Tochter von Rhys Thomas of Aber und der Witwe von Edward Griffith of Penrhyn. Sie hatten vier Söhne und drei Töchter.